# Гольмановка (Решетиловский район)
Гольмановка (укр. Гольманівка) — село,
Пащенковский сельский совет,
Решетиловский район,
Полтавская область,
Украина.
Код КОАТУУ — 5324283103. Население по переписи 2001 года составляло 10 человек.

## Географическое положение
Село Гольмановка находится на одном из истоков реки Волчий,
ниже по течению примыкает село Супротивная Балка (Новосанжарский район).
На расстоянии в 0,5 км расположено село Яценки.